# Drosophila polychaeta
Drosophila polychaeta är en tvåvingeart som beskrevs av Patterson och Wheeler 1942. Drosophila polychaeta ingår i släktet Drosophila och familjen daggflugor.
Artens utbredningsområde täcker stora delar av Amerika från Texas till Brasilien samt Mikronesien och Hawaii.